# Тадінлей 15
Тадінлей 15 (англ. Tadinlay 15) — індіанська резервація в Канаді, у провінції Британська Колумбія, у межах регіонального округу Балклі-Нечако.

## Населення
За даними перепису 2016 року, індіанська резервація не ма постійного населення.

## Клімат
Середня річна температура становить 2,3°C, середня максимальна – 17,9°C, а середня мінімальна – -18,3°C. Середня річна кількість опадів – 492 мм.
| Клімат поселення                              | Клімат поселення | Клімат поселення | Клімат поселення | Клімат поселення | Клімат поселення | Клімат поселення | Клімат поселення | Клімат поселення | Клімат поселення | Клімат поселення | Клімат поселення | Клімат поселення | Клімат поселення |
| Показник                                      | Січ.             | Лют.             | Бер.             | Квіт.            | Трав.            | Черв.            | Лип.             | Серп.            | Вер.             | Жовт.            | Лист.            | Груд.            |                  |
| Середній максимум, °C                         | −5,62            | −0,83            | 3,94             | 9,17             | 14,07            | 17,94            | 17,12            | 16,70            | 12,30            | 6,91             | −0,26            | −6,42            |                  |
| Середня температура, °C                       | −11,98           | −7,18            | −2,43            | 2,82             | 7,70             | 11,59            | 13,95            | 13,54            | 9,13             | 3,72             | −3,43            | −9,6             |                  |
| Середній мінімум, °C                          | −18,33           | −13,51           | −8,78            | −3,53            | 1,36             | 5,23             | 10,78            | 10,36            | 5,96             | 0,56             | −6,61            | −12,78           |                  |
| Норма опадів, мм                              | 47               | 28               | 28               | 20               | 31               | 55               | 50               | 44               | 47               | 55               | 43               | 44               |                  |
| Середньомісячна швидкість вітру, м/с          | 1.71             | 1.74             | 1.96             | 2.12             | 2.13             | 2.11             | 1.97             | 1.81             | 1.73             | 1.84             | 1.80             | 1.70             |                  |
| Середньомісячна сонячна радіація, кДж/м²·день | 2084             | 4632             | 9291             | 14473            | 18156            | 19668            | 18996            | 15855            | 10536            | 5401             | 2481             | 1433             |                  |
| --------------------------------------------- | ---------------- | ---------------- | ---------------- | ---------------- | ---------------- | ---------------- | ---------------- | ---------------- | ---------------- | ---------------- | ---------------- | ---------------- | ---------------- |
| Джерело:                                      |                  |                  |                  |                  |                  |                  |                  |                  |                  |                  |                  |                  |                  |